# Plymhäger
Plymhäger (Ardea plumifera) är en fågelart i familjen hägrar inom ordningen pelikanfåglar. Den behandlades tidigare som underart av mellanhägern, men urskiljs sedan 2023 som egen art. Fågeln förekommer i östra Indonesien, på Nya Guinea och i Australien. Den minskar i antal men beståndet anses vara livskraftigt.

## Utseende och läte
Plymhäger är en kompakt vit häger som är större än silkeshäger och orientkohäger men mindre än ägretthäger. Jämfört med silkeshägern har den gul näbb (under häckningstid rödorange), svarta (ej gula) fötter och avsaknad av huvudplymer under häckningstid. Fågeln är större och slankare än kohäger, med längre näbb och hals samt mörka (ej gula) ben. Gentemot ägretthägern skiljs den på kortare hals utan S-form, rundare huvud, kortare ben och näbb samt bar hud i ansiktet som inte passerar ögat.

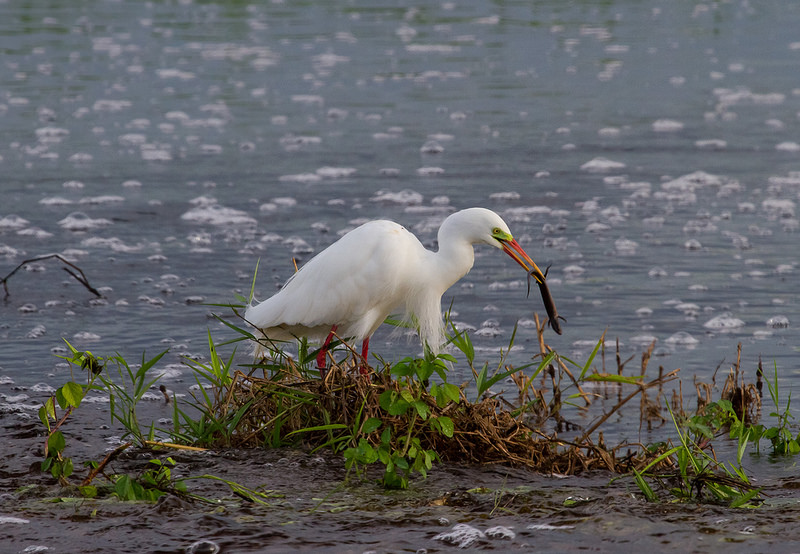
I häckningsdräkt.

Arten är mycket lik afrikanska gulnäbbad häger och mellanhäger, och fram tills nyligen behandlades de som en och samma art. Plymhägern (liksom gulnäbbad häger) skiljer sig från asiatiska mellanhägern på den gula näbben, mycket mindre inslag av gult på näbben samt rödaktigt istället för svart på övre delen av benen. Gentemot gulnäbbad häger är den mindre, med längre näbb, avvikande läten och avvikande uppvaktningsceremoni där den drar in huvudet mot bröstet.

## Utbredning och systematik
Fågeln förekommer i östra Indonesien, Nya Guinea och Australien. Den behandlades tidigare som underart till mellanhäger (Ardea intermedia), men urskiljs sedan 2014 som egen art av Birdlife International, sedan 2023 även av tongivande IOC och eBird/Clements.
Även plymhägerns släktskap med andra hägrar har varit under diskussion. Tidigare placerades artkomplexet i Egretta, men DNA-studier visar att de är snarare släkt med hägrarna i Ardea, ägretthäger samt kohäger. Vissa för de därför till det egna släktet Mesophoyx (Sharpe, 1894) men de allra flesta väljer att inkludera dem numera i släktet Ardea, däribland Birdlife Sverige.

## Levnadssätt
Plymhägern hittas vanligen i översvämmade områden med lite växtlighet, som risfält, betesmarker, saltsjöar, reningsverksanläggningar och så vidare. Den födosöker genmo att promenera långsamt fram på jakt efter fisk, groddjur eller ormar, men kan också ta ryggradslösa djur.

## Status
Arten har ett stort utbredningsområde och internationella naturvårdsunionen IUCN kategoriserar arten som livskraftig. Beståndsutvecklingen är dock oklar.